# Smithfield (Illinois)
Smithfield és una població dels Estats Units a l'estat d'Illinois. Segons el cens del 2000 tenia 214 habitants.

## Demografia
Segons el cens del 2000, Smithfield tenia 214 habitants, 95 habitatges, i 66 famílies. La densitat de població era de 172,1 habitants/km².
Dels 95 habitatges en un 24,2% hi vivien nens de menys de 18 anys, en un 60% hi vivien parelles casades, en un 5,3% dones solteres, i en un 30,5% no eren unitats familiars. En el 29,5% dels habitatges hi vivien persones soles el 16,8% de les quals corresponia a persones de 65 anys o més que vivien soles. El nombre mitjà de persones vivint en cada habitatge era de 2,25 i el nombre mitjà de persones que vivien en cada família era de 2,74.
Per edats la població es repartia de la següent manera: un 19,6% tenia menys de 18 anys, un 5,6% entre 18 i 24, un 29,9% entre 25 i 44, un 29,9% de 45 a 60 i un 15% 65 anys o més.
L'edat mediana era de 42 anys. Per cada 100 dones de 18 o més anys hi havia 87 homes.
La renda mediana per habitatge era de 32.031 $ i la renda mediana per família de 43.125 $. Els homes tenien una renda mediana de 37.857 $ mentre que les dones 25.938 $. La renda per capita de la població era de 16.661 $. Aproximadament el 3,3% de les famílies i el 3,8% de la població estaven per davall del llindar de pobresa.

## Poblacions més properes
El següent diagrama mostra les poblacions més properes.